# Jean-Bernard Tarbé de Vauxclairs
 (janvier 2023).
Pour les articles homonymes, voir Tarbé.
Jean-Bernard Tarbé de Vauxclairs, né le 23 février 1767 à Sens et mort le 17 septembre 1842 à Paris, est un ingénieur des ponts et chaussées, pair de France et conseiller d'État français.

## Biographie
Jean-Bernard Tarbé de Vauxclairs était fils de l'ingénieur Pierre-Hardouin Tarbé. À quatorze ans, il entra à l'École des ponts et chaussées. Afin qu'il complétât ses études théoriques par la pratique, il fut envoyé en mission en Bretagne (1784), à Rouen, à Cherbourg (1786), puis il suivit Alexandre de Lameth en Russie, où il fut présenté à l'impératrice Catherine II. De retour en France, Tarbé fut nommé sous-ingénieur, d'abord à Verdun, puis à Sedan et à Saint-Florentin (Yonne), où il se maria en 1793 et passa six ans.
En l'an VII, il fut l'objet d'une dénonciation qui n'eut d'autre résultat que de le faire envoyer à Reims, ce qui était un avancement. Après le 18 brumaire, Tarbé demanda à être employé dans le génie maritime. Chargé de surveiller les ouvrages des ports de Dieppe et du Tréport, il fit preuve d'une rare capacité et fut nommé, en 1802, ingénieur en chef du port de Brest. Peu après, il adressait au gouvernement des rapports sur les améliorations dont ce port était susceptible et sur un ensemble de travaux qu'il jugeait nécessaires. Il prit en outre l'initiative d'un assez grand nombre de mesures administratives utiles. En récompense des services qu'il rendit, il fut appelé, en 1807, au poste d'inspecteur divisionnaire des ponts et chaussées et chargé de la division de Lille, une des plus importantes de l'Empire. II présida alors à l'exécution d'immenses travaux, devint en 1809 membre de la commission des travaux, de défense d'Anvers et de l'Escaut et accompagna Napoléon Ier dans son voyage de Belgique et de Hollande (1810), puis dans la visite qu'il fit aux travaux de Cherbourg. Il gagna complètement alors la confiance du chef de l'État, qui le fit appeler à diverses reprises à Saint-Cloud et aux Tuileries. Napoléon ayant formé le gigantesque dessein d'unir la Baltique à la Seine par un canal, chargea, le 1er janvier 1811, Tarbé de diriger et d'exécuter ce projet. Il reçut ensuite la mission d'organiser le service des ponts et chaussées à Hambourg, à Brème, à Lubeck, fut nommé, en 1812, inspecteur général des ponts et chaussées et devint membre du conseil des travaux maritimes, ainsi que du conseil de perfectionnement de l'École polytechnique.
Tarbé, qui avait été nommé chevalier de la Légion d'honneur par Napoléon en 1808, reçut de Louis XVIII des lettres de noblesse en 1816, avec l'autorisation d'ajouter à son nom celui de Vauxclairs. Vers cette époque, il devint vice-président du conseil des ponts et chaussées et fut nommé commissaire du roi pour veiller à l'achèvement des canaux de l'Ourcq et de Saint-Denis et pour l'ouverture du canal Saint-Martin. En 1817, il fut attaché, comme maître des requêtes, au conseil d'État, où il rendit les plus grands services. Onze ans plus tard, il fut nommé conseiller d'État, et il conserva ces fonctions jusqu'en 1836. À cette époque, il fut promu commandeur de la Légion d'honneur. Appelé le 3 octobre 1837 à siéger à la Chambre des pairs, il succéda en 1839 à Gaspard de Prony comme directeur de l'École des ponts et chaussées. Tarbé de Vauxclairs s'éteignit à l'âge de soixante-seize ans.
Son portrait, peint en 1843 par Sébastien Cornu, est conservé dans la collection des portraits des directeurs de l'École nationale des ponts et chaussées.

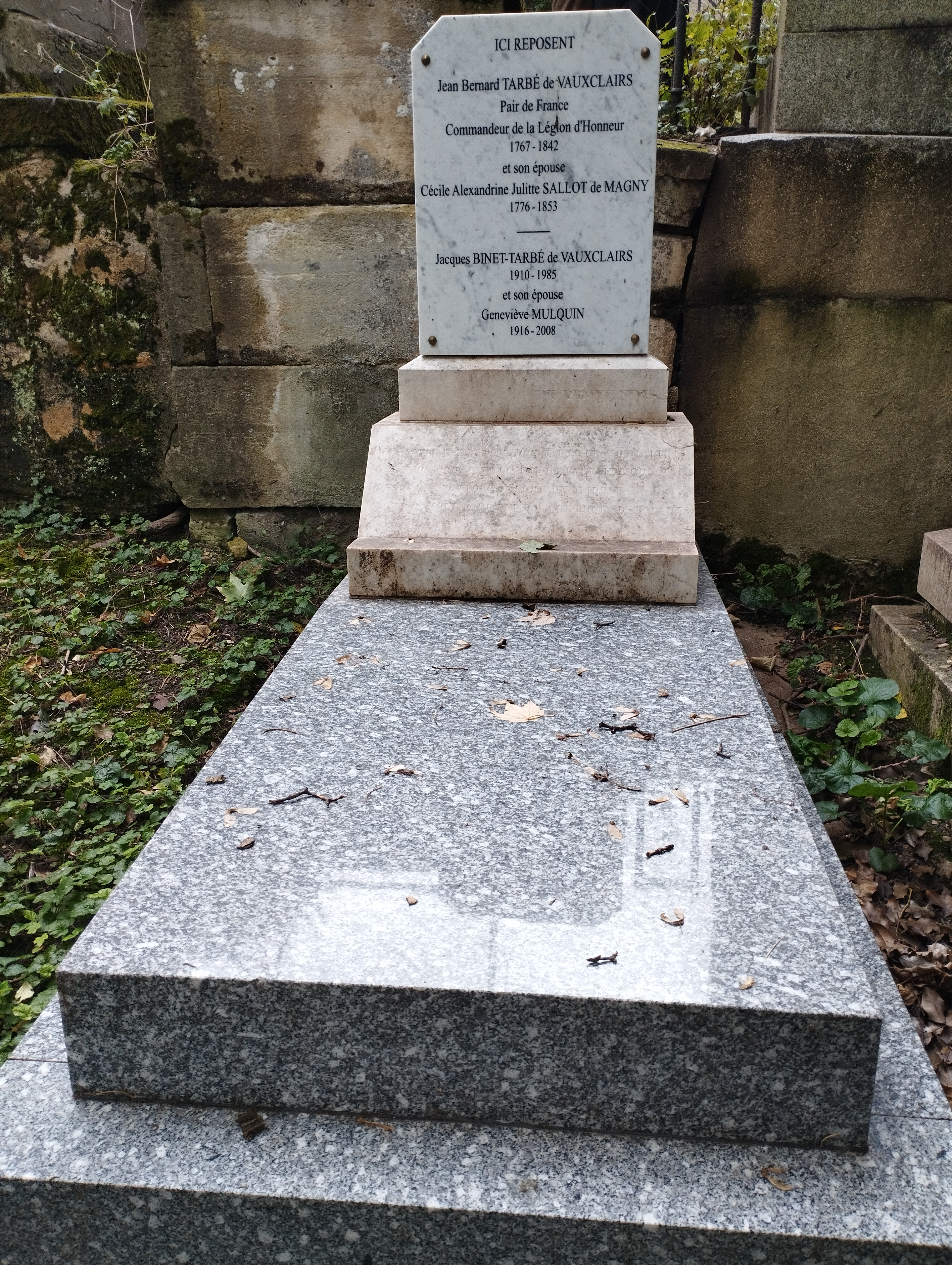
Tombe de Jean-Bernard Tarbé de Vauxclairs au cimetière du Père-Lachaise (division 10).

Il est inhumé au cimetière du Père-Lachaise (division 10).

## Œuvres
- Jean-Bernard Tarbé de Vauxclairs, Dictionnaire des travaux publics, civils, maritimes et militaires considérés dans leurs rapports avec la législation, l'administration et la jurisprudence, Paris, Carilian-Gœury, Libraire des corps royaux des ponts et chaussées et des mines, 1835, 568 p. (lire en ligne).